# Bernardo Vasconcelos
Bernardo Lino Castro Paes Vasconcelos (Lissabon, 10 juni 1979) is een Portugees voormalig voetballer die als aanvaller voor onder andere RKC Waalwijk speelde.

## Carrière
Bernardo Vasconcelos speelde in de jeugd van Dramático Cascais en GD Estoril-Praia, waarna hij via de amateurclubs Dramático Cascais en Palmelense bij het tweede elftal van SL Benfica terechtkwam. Hierna speelde hij voor SCU Torreense, FC Alverca en weer Torreense, uitkomend op het derde en tweede niveau van Portugal. Halverwege het seizoen 2003/04 vertrok hij naar RKC Waalwijk, waar hij in zeventien wedstrijden vier doelpunten maakte. Nadat hij een half jaar bij União Leiria nauwelijks aan spelen toekwam, keerde hij in de winterstop van het seizoen 2004/05 weer terug bij RKC. Via GD Estoril-Praia vertrok hij naar Cyprus, waar hij voor verschillende clubs op het hoogste en tweede niveau speelde. Ook speelde hij nog periodes voor Hapoel Beër Sjeva en Zawisza Bydgoszcz, tot hij in 2015/16 zijn carrière afsloot bij Clube Oriental de Lisboa.

### Statistieken
| Seizoen                     | Club                     | Land           | Competitie        | Competitie | Competitie | Beker | Beker | Overig | Overig | Totaal | Totaal |
| Seizoen                     | Club                     | Land           | Competitie        | Wed.       | Dlp.       | Wed.  | Dlp.  | Wed.   | Dlp.   | Wed.   | Dlp.   |
| --------------------------- | ------------------------ | -------------- | ----------------- | ---------- | ---------- | ----- | ----- | ------ | ------ | ------ | ------ |
| 2000/01                     | SL Benfica B             | Portugal       | Segunda Divisão B | 12         | 1          | –     | –     | –      | –      | 12     | 1      |
| 2001/02                     | SCU Torreense            | Portugal       | Segunda Divisão B | 27         | 16         | 0     | 0     | –      | –      | 27     | 16     |
| 2002/03                     | FC Alverca               | Portugal       | Segunda Liga      | 13         | 1          | 1     | 0     | –      | –      | 14     | 1      |
| 2003/04                     | SCU Torreense            | Portugal       | Segunda B         | 20         | 12         | 1     | 0     | –      | –      | 21     | 12     |
| 2003/04                     | RKC Waalwijk             | Nederland      | Eredivisie        | 17         | 4          | 0     | 0     | –      | –      | 17     | 4      |
| 2004/05                     | União Leiria             | Portugal       | Primeira Liga     | 2          | 0          | 0     | 0     | 2      | 0      | 4      | 0      |
| 2004/05                     | RKC Waalwijk             | Nederland      | Eredivisie        | 15         | 1          | 1     | 0     | –      | –      | 16     | 1      |
| 2005/06                     | GD Estoril-Praia         | Portugal       | Segunda Liga      | 18         | 4          | 1     | 0     | –      | –      | 19     | 4      |
| 2006/07                     | APOP Kinyras Peyias FC   | Cyprus         | B' Kategoria      | 24         | 22         | ?     | ?     | –      | –      | 24     | 22     |
| 2007/08                     | APOP Kinyras Peyias FC   | Cyprus         | A Divizion        | 17         | 9          | ?     | ?     | –      | –      | 17     | 9      |
| 2007/08                     | Omonia Nicosia           | Cyprus         | A Divizion        | 9          | 3          | ?     | ?     | –      | –      | 9      | 3      |
| 2008/09                     | Omonia Nicosia           | Cyprus         | A Divizion        | 0          | 0          | ?     | ?     | 1      | 0      | 1      | 0      |
| 2008/09                     | APOP Kinyras Peyias FC   | Cyprus         | A Divizion        | 25         | 10         | ?     | ?     | –      | –      | 25     | 10     |
| 2009/10                     | AEP Paphos FC            | Cyprus         | A Divizion        | 18         | 8          | ?     | ?     | –      | –      | 18     | 8      |
| 2010/11                     | Hapoel Beër Sjeva        | Israël         | Ligat Ha'Al       | 13         | 1          | 0     | 0     | –      | –      | 13     | 1      |
| 2010/11                     | AEP Paphos FC            | Cyprus         | A Divizion        | 14         | 7          | 0     | 0     | –      | –      | 14     | 7      |
| 2011/12                     | Alki Larnaca             | Cyprus         | A Divizion        | 23         | 4          | 3     | 1     | –      | –      | 26     | 5      |
| 2012/13                     | Alki Larnaca             | Cyprus         | A Divizion        | 24         | 18         | 2     | 1     | –      | –      | 26     | 19     |
| 2013/14                     | Zawisza Bydgoszcz        | Polen          | Ekstraklasa       | 22         | 7          | 3     | 1     | –      | –      | 25     | 8      |
| 2014/15                     | Zawisza Bydgoszcz        | Polen          | Ekstraklasa       | 8          | 1          | 0     | 0     | 3      | 0      | 11     | 1      |
| 2014/15                     | Doxa Katokopia           | Cyprus         | A Divizion        | 6          | 1          | 1     | 0     | –      | –      | 7      | 1      |
| 2015/16                     | Clube Oriental de Lisboa | Portugal       | Segunda Liga      | 3          | 1          | 3     | 2     | –      | –      | 6      | 3      |
| Carrièretotaal              | Carrièretotaal           | Carrièretotaal | Carrièretotaal    | 330        | 131        | 16    | 5     | 6      | 0      | 352    | 136    |
| Bijgewerkt op 11 maart 2019 |                          |                |                   |            |            |       |       |        |        |        |        |